# Shorttrack op de Aziatische Winterspelen 2007
Shorttrack was een onderdeel van de Aziatische Winterspelen 2007 in Changchun in China. De wedstrijden werden gereden in de ijshal Changchun Wuhuan Gymnasium en waren van 29 tot 31 januari 2007.

## Medaillespiegel
| Plaats | Land       | Goud | Zilver | Brons | Totaal |
| ------ | ---------- | ---- | ------ | ----- | ------ |
| 1      | China      | 5    | 3      | 5     | 13     |
| 2      | Zuid-Korea | 3    | 5      | 1     | 9      |
| 3      | Japan      | 0    | 0      | 2     | 2      |

## Resultaten

### Mannen

#### 500 meter
| Plaats | Naam            | Land       | Tijd   |
| ------ | --------------- | ---------- | ------ |
| Goud   | Hu Ze           | China      | 42,042 |
| Zilver | Song Kyung-taek | Zuid-Korea | 42,167 |
| Brons  | Li Ye           | China      | 56,119 |

#### 1000 meter
| Plaats | Naam         | Land       | Tijd     |
| ------ | ------------ | ---------- | -------- |
| Goud   | Ahn Hyun-soo | Zuid-Korea | 1.29.085 |
| Zilver | Kim Hyun-kon | Zuid-Korea | 1.29.163 |
| Brons  | Sui Baoku    | China      | 1.29.299 |

#### 1500 meter
| Plaats | Naam         | Land       | Tijd     |
| ------ | ------------ | ---------- | -------- |
| Goud   | Sui Baoku    | China      | 2.20,590 |
| Zilver | Ahn Hyun-soo | Zuid-Korea | 2.20,679 |
| Brons  | Li Ye        | China      | 2.21,131 |

#### 5000 meter aflossing
| Plaats | Team       | Tijd     |
| ------ | ---------- | -------- |
| Goud   | Zuid-Korea | 6.44,839 |
| Zilver | China      | 6.52,078 |
| Brons  | Japan      | 6.56,422 |

### Vrouwen

#### 500 meter
| Plaats | Naam      | Land  | Tijd   |
| ------ | --------- | ----- | ------ |
| Goud   | Wang Meng | China | 43,869 |
| Zilver | Fu Tianyu | China | 44,060 |
| Brons  | Zhu Mile  | China | 44,159 |

#### 1000 meter
| Plaats | Naam        | Land       | Tijd     |
| ------ | ----------- | ---------- | -------- |
| Goud   | Jin Sun-yu  | China      | 1.33,042 |
| Zilver | Wang Meng   | China      | 1.33,115 |
| Brons  | Jung Eun-ju | Zuid-Korea | 1.33,143 |

#### 1500 meter
| Plaats | Naam        | Land       | Tijd     |
| ------ | ----------- | ---------- | -------- |
| Goud   | Jung Eun-ju | Zuid-Korea | 2.24,089 |
| Zilver | Jin Sun-yu  | Zuid-Korea | 2.24,124 |
| Brons  | Wang Meng   | China      | 2.24,408 |

#### 3000 meter aflossing
| Plaats | Team       | Tijd     |
| ------ | ---------- | -------- |
| Goud   | China      | 4.13,293 |
| Zilver | Zuid-Korea | 4.13,391 |
| Brons  | Japan      | 4.26,020 |

Alpineskiën · 
Biatlon · 
Curling · 
Freestyleskiën · 
IJshockey · 
Kunstrijden · 
Langlaufen · 
Schaatsen · 
Shorttrack · 
Snowboarden
1986 Sapporo · 
1990 Sapporo · 
1996 Harbin · 
1999 Gangwon-do · 
2003 Aomori · 
2007 Changchun · 
2011 Astana · 
2017 Sapporo · 
2025 Harbin